# جواكين هوكينز
جواكين هوكينز (بالإنجليزية: Juaquin Hawkins)‏ مواليد 2 يوليو 1973 في لينووود، هو لاعب كرة سلة أمريكي. بدأ مسيرته الاحترافية في سنة 1996. يبلغ طوله 6 قدم 7 بوصة (2.0 م).

## المسيرة الاحترافية
لعب مع تويوتا ألفارك طوكيو في موسم 2000–2001، ثم لعب مع سان ميغيل بيرمن في سنة 2001، ثم لعب مع هيوستن روكتس في موسم 2002–2003.

## روابط خارجية
- جواكين هوكينز على موقع إن بي أي (الإنجليزية)
- جواكين هوكينز على موقع سبورتس رفرنس (الإنجليزية)
- جواكين هوكينز على موقع كرة السلة الأوروبية.كوم (الإنجليزية)
- جواكين هوكينز على موقع إي إس بي إن.كوم (الإنجليزية)
- جواكين هوكينز على موقع كلية كرة السلة في سبورتس رفرنس.كوم (الإنجليزية)
- جواكين هوكينز على موقع ريلجم (الإنجليزية)
- جواكين هوكينز على موقع بروبوليرز (الإنجليزية)